# Pridacsa
A Pridacsa (orosz nyelven: Придача) (ICAO: UUOD) a Voronyezsi Repülőgépgyártó Termelési Egyesülés gyári repülőtere, amely Voronyezs Pridacsa városrészében, a városközponttól 5 km-re keletre, a Voronyezs-folyó mentén fekszik. A nem nyilvános repülőtér a repülőgépgyár tulajdonában áll, kísérleti repülőtérként az ott épített repülőgépek berepülésére szolgál elsősorban.

## Futópályák
A repülőtér futópályái:
- 03/21 (2424 m, 45 m, aszfalt)